# Sayn-Homburg
Sayn-Homburg (diferent del posterior comtat de Sayn-Wittgenstein-Homburg) fou un comtat del Sacre Imperi Romanogermànic creat per la partició del comtat de Sponheim-Sayn el 1283. La capital era Homburg.
El 1345 Salentí, el fill del comte Godofreu, es va casar amb l'hereva de Wittgenstein i els dos comtats van quedar units per formar després de la mort de Godofreu el comtat de Sayn-Wittgenstein

## Llista de comtes
- Engelbert (1283–1336)
- Godfrey (1336–84)
- unit a Wittgenstein es forma el comtat de Sayn-Wittgenstein